# Unitas Wageningen
Unitas Wageningen is de officiële naam van een jongerenvereniging in de Nederlandse gemeente Wageningen, maar staat binnen Wageningen vooral bekend als Jongerenvereniging Unitas, ook vaak afgekort tot JV Unitas. Voorheen was dat Unitas Studiosorum Vadae (USV). USV was in 1948 oprichtingslid van de Federatie van Unitates en Bonden (FUB).
Sinds 1974 is Unitas Wageningen officieel een open jongerenvereniging voor jongeren in de leeftijd van 16 tot 30 jaar. Dit houdt in dat zowel studenten als andere jongeren welkom zijn om lid te worden. Maar pas vanaf 1986 kwamen ook niet-studenten bij Unitas. Unitas staat open voor alle mensen, activiteiten en ideeën.
De vereniging wordt volledig draaiende gehouden door haar leden. Dit wordt grotendeels gedaan door middel van verschillende commissies. Binnen de commissies en ook binnen de vereniging staan gezelligheid en ondernemen centraal. Unitas staat bekend om haar losse karakter, zonder al te veel verplichtingen.
Unitas organiseert ongeveer maandelijks een open feest op haar sociëteit P.J.A.N.D (Plek voor Jongeren met Alternatieve en Normale Denkwijzen), verspreid door Wageningen. Voor leden worden er ledenavonden, -activiteiten en -feestjes georganiseerd.

## Unitas in de 20e eeuw

### De aanloop en oprichting: 1907–1935
In eerste instantie waren de studentenverenigingen in Wageningen gestoeld op geloof of op het introductieprincipe van ontgroening. In 1907 kwamen daarom zeven studenten bijeen onder de noemer van de Wageningse Studenten Bond (WSB), die uitging van een aanvulling op het wetenschappelijk onderwijs door persoonlijke vorming en ontplooiing. Iedereen, ongeacht levensovertuiging, zou dan ook lid mogen worden zonder eerst een ontgroening te hoeven doorstaan. Op 29 maart 1910 werd er Koninklijke goedkeuring verkregen.
In 1918 verzocht de toenmalige rector de Wageningse Studenten Bond en het Wageningsch Studenten Corps (WSC) (later opgegaan in Ceres) om tot een fusie over te gaan, zodat er een neutrale studentenvereniging zou ontstaan, niet op geloof gebaseerd. Dit werd een mislukking, omdat het WSC de ontgroening niet wilde afschaffen. In 1921 deden ze dat uiteindelijk toch. De WSB hief zichzelf toen op, zodat iedereen lid kon worden bij het WSC, wat uiteindelijk nauwelijks tot meer leden leidde. In 1929 voerde het WSC weer de ontgroening in.
Op dat moment was er geen vereniging zonder ontgroening meer in Wageningen. Het duurde tot 27 februari 1935 toen vijftien studenten de idealen van de WSB weer oppakten en een vereniging oprichten onder de naam Eugeia. Vier maanden later, in juni, werd deze naam gewijzigd in Unitas Studiosorum Vadae (USV). Uitgangspunten van USV waren: geen ontgroening, de behandeling van de eerstejaars op voet van gelijkheid, openstelling voor vrouwelijke leden, al werd het eerste vrouwelijke lid pas in 1947 verwelkomd, en lage contributies om toegankelijk te zijn voor alle studenten.

### Groei van de vereniging: 1935–1965
Na tijdelijke huisvesting in het centrum betrok de vereniging in 1939 de karakteristieke villa Eugeia aan de Rijksstraatweg (nu: Generaal Foulkesweg). De vereniging groeide hard en daardoor werd voor Unitas subsidie van de Landbouwhogeschool voor de open mensa toegekend. Ook werd in die tijd (mei 1953) het Eugeia Fonds opgericht. Dat werd de officiële eigenaar van het gebouw van Unitas.
In de jaren zestig groeide de vereniging. In het begin van de jaren zestig werd Villa Eugeia gesloopt om er vervolgens een nieuw, grotendeels zelf betaald, pand te bouwen. Op 3 oktober 1964 is het pand officieel geopend.
Het ging er tot de jaren zeventig op Unitas studentikoos aan toe, met jaarlijkse almanakken, galaballen en baretten voor de leden. Corpsleden beschouwden Unitassers echter als minderwaardig en duidden hen aan met de term 'knor' of 'varken'. De aversie was geheel wederkerig.

### Van studenten- naar jongerenvereniging: 1965–2000
Uiteindelijk werd in 1970 stevig nagedacht of het niet slimmer zou zijn een open jongerenvereniging te worden. Tijdens een algemene ledenvergadering op 3 februari 1972 is er besloten om van een studentenvereniging naar een jongerenvereniging te gaan. Er werd een werkgroep ingesteld om de mogelijkheden te onderzoeken en zij dienden in 1974 een voorstel in bij de ALV waarmee in werd gestemd. Het duurde echter nog een aantal jaar voor ook niet-studenten een significant deel uitmaakten van de vereniging.
Vanaf 1986 werd de horizontale programmering ingevoerd wat inhield dat er op dinsdag vaak films werden gedraaid, donderdag de vaste uitgaansavond was (en nog is) en op zaterdag popconcerten of theatervoorstellingen waren.

## Unitas in de 21e eeuw

### Vrijwilligersovereenkomst: 2000–2009
In de vroege 21e eeuw telde Unitas nog 200 actieve (A-)leden. Deze leden betalen geen contributie, maar zetten zich minstens acht uur per maand actief in voor de vereniging. Daarnaast bestaat er een B-lidmaatschap, waardoor niet-A-leden toegang kunnen krijgen op donderdag- en zaterdagavond.
Op 21 mei 2009 werd echter bekendgemaakt dat het verenigingsgebouw per 1 juli 2009 zou worden gesloten als gevolg van een teruglopend bezoekersaantal en een dreigend faillissement. In de zomer werd vervolgens gewerkt aan een doorstart, vermoedelijk op een andere locatie.
Totdat de vereniging een nieuw pand had, maakte zij gebruik van verschillende locaties in de stad. Café de Overkant en danscafé het Gat werden gebruikt voor ledenactiviteiten. Schouwburg de Junushoff en danscafé het Gat werden gebruikt voor open activiteiten.

### Doorstart: vanaf 2009
Unitas Wageningen ging verder als gezelligheidsvereniging. Er werd niets meer gedaan met bandprogrammering. De voormalige bandcommissie van Unitas ging onafhankelijk verder als Stichting Popcultuur Wageningen.
Ook op andere vlakken ging de structuur van de vereniging op de schop om in de toekomst meer stabiliteit in de vereniging te houden. Het aantal open feesten werd van tweemaal per week teruggebracht naar eens per maand. De ledenactiviteiten gingen gewoon door. De vrijwilligersovereenkomst is niet langer in gebruik; leden betalen nu contributie, met als gevolg dat er minder van de leden gevraagd wordt.
De zoektocht naar een onderkomen na het verlaten van het oude pand ging direct van start. Unitas vestigde de vereniging van april 2012 tot en met september 2014 in een pand aan de Industrieweg. Er werd tijdelijk kantoor gehouden aan de Vergersweg. Daarna vestigde het bestuur zich weer in het pand op de berg, waar ook vergaderingen werden gehouden, maar de blik bleef altijd gericht op potentiële panden. Zo kwam er begin 2018 een mogelijkheid voor Unitas om zich samen met een aantal andere organisaties te vestigen in het oude postkantoor tegenover de Junushoff, waar vanwege de verwachte kosten niet aan meegedaan kon worden. Daarna kwam er nog een andere optie: het voormalige danscafé 't Gat, later LUCA genoemd. Op 3 juli 2018 werd een koopcontract getekend door de oudledenstichting Eugeia Fonds.
Sinds 2023 maakt Unitas deel uit van het ZEUS-verband (Zusterlijke Eenheid uit Saamhorigheid)

## Unitas tijdens de tweede wereldoorlog
Kort na oprichting van USV werden NSB'ers bij het WSC de deur gewezen; een aantal van hen trok naar het jonge USV wat zich nog ontwikkelde en een uitstekende plek voor hen bleek te zijn omdat politieke discussies getolereerd werden.
Toen de oorlog uitbrak waren er zowel Joden als NSB'ers lid van USV, maar naarmate de oorlog vorderde neigde de vereniging steeds meer naar coöperatie met de bezetters. Toen in 1941 Joodse hoogleraren en docenten op last van de Duitsers werden ontslagen, deden de leden van USV niet mee met de stakingen, en toen later dat jaar het verboden werd voor Joden om lid te zijn van een vereniging, brak de vereniging in twee. Er werd een algemene ledenvergadering opgeroepen om te besluiten wat de juiste gang van zaken was; als ze de vereniging open wilden houden, dan moesten de nog twee overgebleven Joodse leden geroyeerd worden. Na veel discussie, en een intern overleg van het senaat, bedankte de praeses als lid en rukte zijn ambtsketen af en smeet deze op tafel, waarna ongeveer de helft van de leden volgde. De andere helft, onder meer zwarthemden, hielden de vereniging nog twee jaar draaiende. Deze beslissing heeft USV nog voor een lange tijd achterna gezeten als het zijn van "fout in de oorlog".

## Contractus
Als een van de vier grote verenigingen van Wageningen maakt JV Unitas deel uit van Contractus Wageningen. Contractus werkt nauw samen om de belangen van alle vier de verenigingen te behartigen.